# Leptosia wigginsi
Leptosia wigginsi is een vlindersoort uit de familie van de Pieridae (witjes), onderfamilie Pierinae.
Leptosia wigginsi werd in 1915 beschreven door Dixey.